# Plane Crazy (jogo eletrônico)
Plane Crazy é um jogo eletrônico de corrida de aviões, para computador, desenvolvido pela Inner Workings e lançado originalmente em 30 de setembro de 1998. O objetivo do jogo é ser o mais rapido no ar, com a vontade de eliminar cada segundo em cada tempo de seção.

## Modos de jogo
Plane Crazy tem três modos de corridas:
- Quick Race: é um modo completo de competição, tornando este estágio ideal para treinar para as corridas de compeonato. Cada percurso tem checkpoints que devem ser alcançados em um período de tempo determinado ou o jogo irá acabar.
- Ghost Race: entre em ghost race e grave o seu tempo na corrida, a performance é armazenada e então poderá ser corrida novamente para conseguir melhor tempo.
- Championship: é um modo de campeonato, somando pontos a cada corrida.